# Бонелли, Карло
Карло Бонелли (итал. Carlo Bonelli; 1612, Рим, Папская область — 27 августа 1676, там же) — итальянский куриальный кардинал, папский дипломат и доктор обоих прав. Губернатор Рима и вице-камерленго Святой Римской Церкви с 15 апреля 1655 по 18 октябрь 1656. Титулярный архиепископ Коринфа с 16 октября 1656 по 14 января 1664. Апостольский нунций в Испании с 27 октября 1656 по 14 января 1664. Кардинал-священник с 14 января 1664, с титулом церкви Сант-Анастазия с 15 апреля 1665 по 27 августа 1676.